# أناتولي كروتيكوف
أناتولي كروتيكوف (بالروسية: Анатолий Крутиков)، من مواليد 21 سبتمبر 1933 ، لاعب كرة قدم سوفيتي سابق.
لعب مع منتخب الاتحاد السوفييتي لكرة القدم.

## روابط خارجية
- أناتولي كروتيكوف على موقع قاعدة بيانات كرة القدم.إي يو (الإنجليزية)
- أناتولي كروتيكوف على موقع ناشيونال فوتبول تيمز (الإنجليزية)